# Kist (gmina)
Kist – miejscowość i gmina w Niemczech, w kraju związkowym Bawaria, w rejencji Dolna Frankonia, w regionie Würzburg, w powiecie Würzburg, siedziba wspólnoty administracyjnej Kist. Leży około 8 km na południowy zachód od centrum Würzburga, przy autostradzie A6, A81 i drodze B27.

## Dzielnice
W skład gminy wchodzą dwie dzielnice: 
- Kist
- Irtenberger Wald

## Demografia
| Rok  | Liczba mieszk. |
| ---- | -------------- |
| 1970 | 1890           |
| 1987 | 2293           |
| 2000 | 2474           |